# نوازي لو سيك
نوازي لو سيك هي بلدة تقع شرق باريس، وتبعد حوالي 8.6 كم عن مركز باريس.